# Caladenia stellata
Caladenia stellata är en orkidéart som beskrevs av David Lloyd Jones. Caladenia stellata ingår i släktet Caladenia och familjen orkidéer. Inga underarter finns listade i Catalogue of Life.